# Motín de tropas griegas de 1944
El motín de tropas griegas de 1944 fue un amotinamiento de diversas unidades del Ejército griego en el exilio que tuvo lugar en abril de 1944. Aunque rápidamente sofocado, el levantamiento tuvo gran relevancia en la historia griega de la Segunda Guerra Mundial al producir la caída del Gobierno en el exilio de Emmanouil Tsouderos y la formación de un nuevo Gobierno de unidad nacional tras la conferencia del Líbano.

## Antecedentes
Tras la derrota griega a manos de las tropas alemanas en abril de 1941 en la operación Marita, algunas unidades del Ejército de Tierra y de la Armada acompañaron al monarca y al Gobierno al exilio, formando el núcleo de las fuerzas armadas en el exilio que, en el momento del motín, contaban con alrededor de treinta mil hombres.
Desde el comienzo, este ejército exiliado sufrió de grandes tensiones políticas entre los partidarios del rey, los republicanos y los simpatizantes de EAM. Los primeros abundaban entre los oficiales del Ejército, purgado de republicanos durante la dictadura de Ioannis Metaxás. Las fuerzas armadas, llenas de agrupaciones políticas de los distintos signos, sufrieron distintos intentos infructuosos de librarlas de ellas.
En diciembre de 1941 y nuevamente en febrero de 1943, agrupaciones de oficiales monárquicos trataron en vano de hacerse con el control del Ejército. Ambas intentonas produjeron cambios en el Gobierno que, sin embargo, no acabaron con la desazón en las fuerzas armadas.
Durante 1943 el descontento creció por la negativa del rey a someterse a la exigencia de los dirigentes de la resistencia, de los partidos políticos y del propio Gobierno de no regresar a Grecia antes de que un plebiscito aceptase su regreso. El monarca contó con el apoyo del primer ministro británico Winston Churchill y del presidente estadounidense Roosevelt en su negativa a la petición de las diversas fuerzas políticas.
La situación política se complicó tras la creación por EAM del «Comité Político para la Liberación Nacional» (PEEA) que debía administrar los territorios liberados y, en la práctica, suponía la creación de un Gobierno rival al exiliado, a pesar de no presentarse como tal. Los partidarios de EAM en las fuerzas armadas en el exilio veían al PEEA como Gobierno legítimo. El primer ministro Emmanouil Tsouderos se vio obligado a sopesar la formación de un nuevo Gobierno de unidad nacional como reclamaba EAM a través del PEEA, a pesar de la reticencia del rey. Tsouderos temía el descontento de las fuerzas armadas si no se daba este paso.

## Motín
En efecto, el 31 de marzo de 1944 una delegación de oficiales le presentó un escrito exigiendo la formación de un Gobierno de unidad nacional según las sugerencias del PEEA, insinuando las graves consecuencias en caso contrario. Tsouderos trató de lograr el permiso del rey para comenzar de inmediato las conversaciones con los partidos y las fuerzas de la resistencia, pero parte de sus propios ministros se opusieron y exigieron su dimisión, que ofreció pero que fue rechazada por el monarca. El mismo día (4 de abril) el soberano solicitó a los británicos que restaurasen el orden entre las tropas griegas en El Cairo.
Los numerosos arrestos que ya habían tenido lugar tras la presentación de la demanda a Tsouderos no sofocaron la revuelta, sino que avivaron el motín, produciéndose manifestaciones de protesta de las tropas. Unidades de los tres ejércitos se rebelaron exigiendo un Gobierno de unidad nacional. Los cabecillas de la revuelta eran generalmente izquierdistas favorables a EAM y republicanos liberales.
El 6 de abril, la principal unidad griega de Tierra, la Primera Brigada, a punto de embarcar para el frente italiano, se unió a las protestas, sin amotinarse, ante los rumores de que no apoyaba las demandas de las otras unidades y respaldaba al rey. Al día siguiente, los hombres de la brigada devolvieron el mando a su coronel, habiendo hecho patente su respaldo de la exigencia de un Gobierno de unidad nacional.
Poco después unos oficiales británicos se presentaron ante la brigada y exigieron su desarme y su preparación para marchar a un campo de detención, pero la unidad solicitó marchar al frente, con el apoyo de sus oficiales. La actitud británica, que rodeó la unidad, hizo que la postura de la misma se radicalizase y apareciesen nuevas demandas políticas.
El rey llegó a El Cairo pocos días más tarde, el 10 de abril; relevó a Tsouderos como este había solicitado y nombró primer ministro a Venizelos. Este hubo de enfrentarse a la tensa situación, con los británicos exigiendo el desarme inmediato de la brigada amotinada y está solicitando la formación de un Gobierno de unidad nacional antes de entregar las armas. El 16 de abril, el almirante británico Cunningham amenazó a Venizelos con acabar con el motín por la fuerza si no lo hacía antes el primer ministro, que se vio obligado a actuar.
Tras duros combates un almirante griego, ayudado por tropas británicas, capturó tres buques rebeldes (22 de abril) y al día siguiente el resto de la flota alzada se rindió. Dos días más tarde, capitulaba también la Primera Brigada y el motín quedó sofocado.

## Consecuencias
Los dirigentes de EAM, a pesar de ser acusados de haber instigado la revuelta, la condenaron firmemente. Sus cuadros en las fuerzas armadas, sin embargo, la apoyaron y dirigieron parcialmente. Política y militarmente se considera un error y delito militar por parte de EAM, aunque tuvo como consecuencia forzar el tratamiento de la formación del nuevo Gobierno, que el rey había tratado de retrasar.
El motín llevó a una gran purga de las fuerzas armadas en el exilio, siendo enviados cerca de 10 000 hombres a campos de concentración, quedando temporalmente el Gobierno en el exilio sin fuerzas de seguridad y formándose nuevas unidades fieles al rey y a los monárquicos.
Las negociaciones entre los partidos y las organizaciones de la resistencia que tuvieron lugar durante el amotinamiento llevaron a la celebración de la conferencia de Líbano (17 de mayo de 1944 - 20 de mayo de 1944) en la que se formó finalmente el Gobierno de unidad nacional.